# Box Car Racer
Box car Racer és un grup de música de gènere punk rock, rock alternatiu o post hardcore, que el van formar Tom DeLonge (guitarra i veu) i Travis Barker (bateria i percussió), dos dels tres components de la banda de punk-rock Blink 182. Després es van afegir al grup David Kennedy i Anthony Celestino. El grup va començar a gravar als finals del 2001 i va durar fins al 2003 i durant aquest període van treure el primer i l'únic àlbum autotitulat amb el nom del grup, Box car Racer.

## Des de Blink 182 fins ara
Blink 182 va ser un grup iniciat per Tom DeLonge (guitarra i veu), Mark Hoppus (baix i veu) i Scott Raynor (bateria i percussió). El grup va començar amb un àlbum anomenat Flyswatter, que va ser gravat el 1993 a casa del Scott Raynor, i ja que tenia molt mala qualitat de so no va ser molt famós, però, després, el 1994 van treure l'àlbum anomenat Buddha, i aquest va ser més conegut, després van treure un seguit de vuit àlbums més.
El 2001, Tom i Travis van començar a parlar d'un nou projecte anomenat Box car Racer i això a en Mark no li va fer gens de gràcia, encara que Tom deia que Box car Racer no era el que li donava més importància en aquells moments, des de llavors, ja no eren els amics que havien sigut durant tant de temps. Box car Racer va treure el primer i l'únic disc el 2003. Blink també va treure el seu últim disc aquell any i el 2005, van treure una recopilació dels millors èxits (Greatest Hits) durant la seva llarga carrera musical, i després van enunciar la seva ruptura. Milers i milions de fans i fanàtics es van trobar deprimits per la situació, no els entrava al cap que acabés d'aquesta forma tan ràpida. Després Mark Hoppus i Travis Barker junt amb Craig Fairbaugh (guitarrista) i Shane Gallagher van formar +44, un grup de rock alternatiu. Aquests van treure el seu primer àlbum titulat "When your hearts stops beating", i va causar molt èxit.